# Wichry (Rączna)
Wichry – część wsi Rączna w Polsce, położona w województwie małopolskim, w powiecie krakowskim, w gminie Liszki.
W latach 1975–1998 Wichry administracyjnie należały do województwa krakowskiego.